# John Hutt
John Hutt (Londen, 24 juli 1795 – Londen, 9 april 1880) was de tweede gouverneur van West-Australië.

## Vroege leven

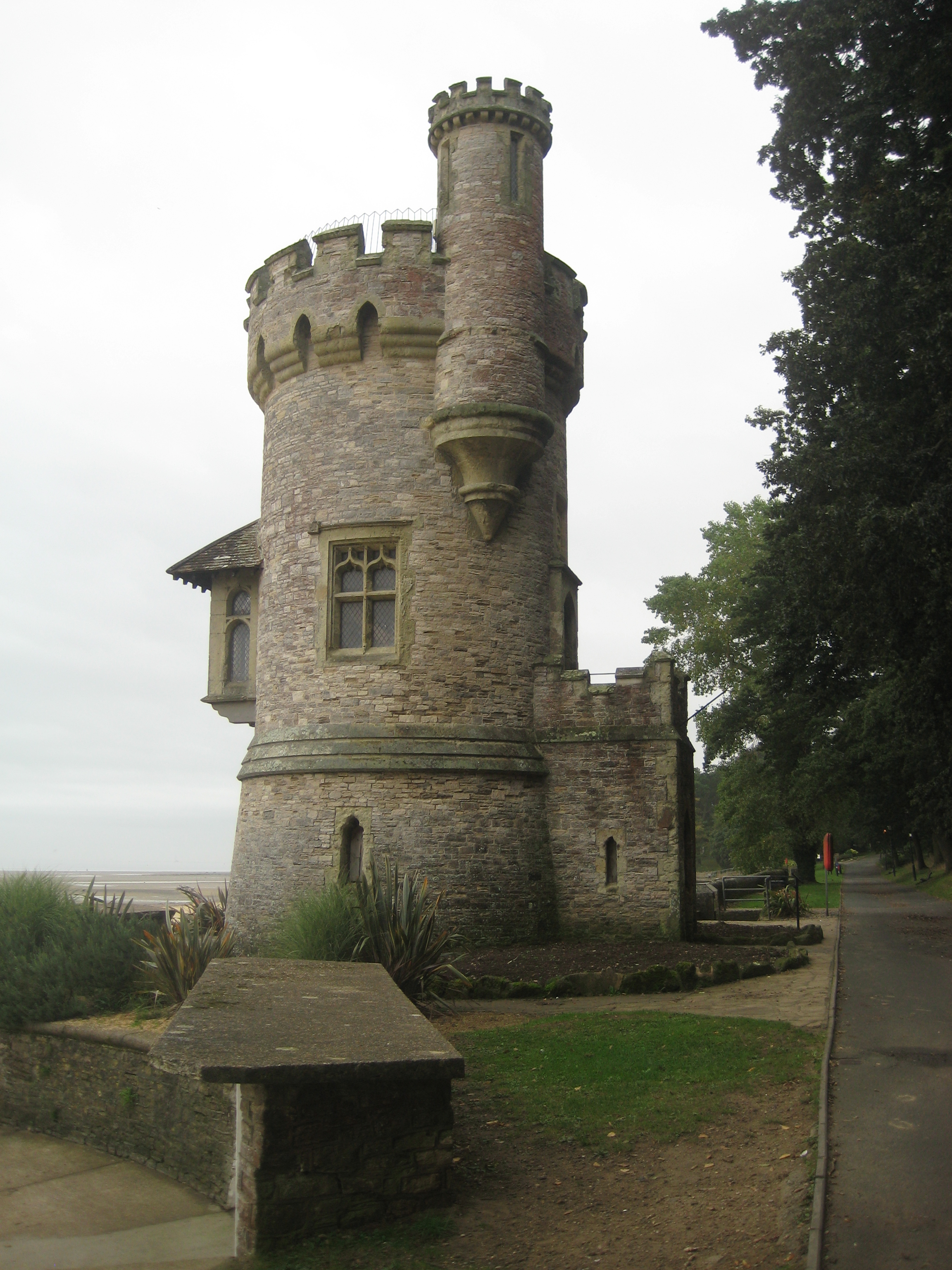
Appley Tower

John Hutt werd geboren op 24 juli 1795 in Londen. Hij was het vierde van dertien kinderen uit het huwelijk van Gilly Flower met Richard Hutt. Hutt werd opgeleid aan Christ's Hospital. In 1813 werd hij klerk in dienst van de Britse Oost-Indische Compagnie in de Madras Presidency. Hij erfde Appley Towers in Ryde op Wight in 1815. Van 1818 tot 1821 was Hutt griffier aan een van de vier provinciale rechtbanken van Chittoor in North Arcot in Indië. Hij keerde vervolgens naar Engeland terug en verliet het bedrijf in 1826.
John Hutt geraakte, samen met zijn broer William, betrokken bij de kolonisatie van Zuid-Australië. William Hutt was geïnteresseerd geraakt in de kolonisatietheorieën van Edward Gibbon Wakefield. Beide broers solliciteerden in 1838 voor de post van gouverneur van Zuid-Australië. John Hindmarsh werd echter tot gouverneur benoemd. John Hutt werd in 1839 wel tot gouverneur van West-Australië benoemd. Hij volgde er James Stirling op.

## Gouverneur van West-Australië
Op 1 januari 1839 arriveerde Hutt aan boord van de Brothers in de West-Australië. Hij benoemde onmiddellijk vier niet-ambtenaren in het hogerhuis (En: Legislative Council). Dat kwam goed over bij de kolonisten. Enkele dag later begon hij echter een regeling in praktijk te brengen die reeds in 1829-31 opgelegd was door het koloniaal departement (Colonial Office) maar door Stirling nooit met volle overtuiging was toegepast. De regeling bestond erin kavels te onteigenen die niet binnen een bepaalde periode in cultuur gebracht waren. Hutt zorgde er wel voor dat men dorpskavels kon behouden mits betaling van een boete. Van de landbouwkavels kon men een kwart van het oppervlak behouden. Voor het resterende drie kwart kreeg men een certificaat. Het certificaat kon men inruilen voor kavels elders in de kolonie. Hutt weigerde de prijs van kroonland op te slaan maar werd er in 1840 door de Britse overheid toch toe gedwongen.
Tegen 1846 was de oppervlakte bewerkte grond verdubbeld. De inkomsten waren echter onvoldoende gestegen, van £ 2.000 in 1839 tot £ 4.500 in 1846, doordat vooral met certificaten betaald werd. De meeste inkomsten kwamen van nieuwe migranten en uit de boetes voor onbebouwde dorpskavels. Daardoor was er weinig geld voor speciale migratieprogramma's die migranten ondersteunden. Een deel van de nieuwe kolonisten was afkomstig van de Western Australian Company. Het bedrijf had onder meer Hutts broer William en Edward Gibbon Wakefield als directeuren en stichtte het plaatsje Australind. Door vertraging, veroorzaakt door onenigheid over de juiste locatie van de te stichten nederzetting, ten noorden of ten zuiden van Perth, raakte men slechts aan de helft van het beoogde aantal kolonisten. De locatie van de nederzetting bleek uiteindelijk niet geschikt en tegen 1844 stopte de Western Australian Company met haar activiteiten.
De nieuwe kolonisten kwamen meestal onverwacht, en soms in te groten getale, toe in de kolonie. Hutt was het eens met de koloniale werkgevers, die stelden dat ze slechts 300 nieuwe kolonisten per jaar konden opnemen. In 1841-42 arriveerden 950 arbeiders middels migratieprogramma's. Een depressie in de jaren 1840 veroorzaakten veel faillissementen in de oostelijke kolonies maar in West-Australië, hoewel er veel problemen waren, was dit minder het geval.
John Hutt was tegen de segregatie van kolonisten en Aborigines. Op het einde van Stirlings regeerperiode waren er veel moeilijkheden tussen de kolonisten en de Aborigines. Onder Hutt verbeterde dit. Hij startte programma's om Aborigines te onderwijzen, op te leiden en te beschermen maar vele programma's faalden later door een gebrek aan financiering of door slecht management en ongeduld. Het maakte hem onpopulair bij de kolonisten die vonden dat zij meer bescherming nodig hadden dan de Aborigines. Hutt subsidieerde ook religieuze instellingen en het bouwen van schooltjes.
Op 29 februari 1846 liep Hutts termijn als gouverneur af en keerde hij terug naar Engeland. Hij nam het voorzitterschap van de Canterbury Association over van oprichter John Robert Godley maar werd wegens incompetentie vervangen door George Lyttelton. Hutt was actief in de Western Australian Group en bleef samen met zijn broer William geïnteresseerd in de kolonisatie van Nieuw-Zeeland en Zuid-Australië. John Hutt bleef zijn hele leven ongehuwd en stierf in 1880 in het Chelsea Hospital in Londen waar hij met zijn broer George leefde.

## Nalatenschap
Hoewel Hutt tijdens zijn gouverneurschap niet altijd even geliefd was bij de kolonisten, werd hij later als een goed gouverneur omschreven.
In 1841 richtte John Hutt de eerste vrijmetselaarsloge van West-Australië op, de Lodge of st. John nr. 485. De loge werd in 1843 ingewijd en was in 2007 nog actief.
Edward Gibbon Wakefield droeg zijn boek A View of the Art of Colonization op aan Hutt.
Mount Hutt, ten westen van de Canterbury-vlakte in Nieuw-Zeeland, werd naar John Hutt vernoemd.
- Australian Dictionary of Biography: hutt-john-2218
- Trove: 1470026
- Virtual International Authority File: 7364148390848410830008